# Libellula saturata
La libélula rayadora flameada (Libellula saturata) pertenece a la familia de las libélulas rayadoras (Libellulidae) es una especie Norteamericana que se caracteriza por su llamativa coloración roja 1,2.

## Clasificación y descripción de la especie
Libellula es un género principalmente Holártico compuesto por 30 especies, 27 de las cuales se encuentran en el continente americano 2,3. Las libélulas de este grupo generalmente son los individuos dominantes en charcas, estanques y lagos 2 Libellula está muy cercanamente emparentado a los géneros Ladona y Plathemis 3. Las especies de este género usualmente presentan coloraciones brillantes y manchas conspicuas en las alas que ayudan a su identificación 2. L. saturata es una especie de color naranja opaco; las alas tienen un área ámbar basal que se extiende hasta el pterostigma 1,2.

## Distribución de la especie
Oeste de E.U.A. y México 2.

## Hábitat
Pozas, lagos y arroyos lentos, también pozas artificiales 2.

## Estado de conservación
No se considera dentro de ninguna categoría de riesgo.